# Campeonato Mundial de Media Maratón de 2012
El Campeonato Mundial de Media Maratón de 2012 es una competición de media maratón organizada por la Asociación Internacional de Federaciones de Atletismo (cuyas siglas en inglés son IAAF). La vigésima edición tuvo lugar el día 6 de octubre de 2014 en la ciudad de Kavarna en Bulgaria, con la participación de 203 atletas provenientes de 56 países.

## Medallero
| Evento                  | Oro                             | Plata                          | Bronce                                    |
| ----------------------- | ------------------------------- | ------------------------------ | ----------------------------------------- |
| Individual              |                                 |                                |                                           |
| Media maratón masculina | Zersenay Tadese Eritrea 1:00:19 | Deressa Chimsa Etiopía 1:00:51 | John Nzau Mwangangi Kenia 1:01:01         |
| Media maratón femenina  | Meseret Hailu Etiopía 1:08:55   | Feyse Tadese Etiopía 1:08:56   | Paskalia Chepkorir Kipkoech Kenia 1:09:04 |
| Por equipos             |                                 |                                |                                           |
| Media maratón masculina | Kenia 3:03:52                   | Eritrea 3:04:41                | Etiopía 3:05:43                           |
| Media maratón femenina  | Etiopía 3:27:52                 | Kenia 3:28:39                  | Japón 3:34:45                             |

## Resultados

### Media maratón masculina
Los resultados de la carrera de media maratón masculina fueron los siguientes:
| Rank                                | Nombre                    | País                 | Tiempo  | Notas           |
| ----------------------------------- | ------------------------- | -------------------- | ------- | --------------- |
| Medalla de oro, Juegos Olímpicos    | Zersenay Tadese           | Eritrea              | 1:00:19 |                 |
| Medalla de plata, Juegos Olímpicos  | Deressa Chimsa            | Etiopía              | 1:00:51 | Personal Best   |
| Medalla de bronce, Juegos Olímpicos | John Nzau Mwangangi       | Kenia                | 1:01:01 |                 |
| 4                                   | Pius Maiyo Kirop          | Kenia                | 1:01:11 |                 |
| 5                                   | Stephen Kosgei Kibet      | Kenia                | 1:01:40 |                 |
| 6                                   | Eliud Kipchoge            | Kenia                | 1:01:52 |                 |
| 7                                   | Jackson Kiprop            | Uganda               | 1:02:05 |                 |
| 8                                   | Stephen Mokoka            | Sudáfrica            | 1:02:06 |                 |
| 9                                   | Tewelde Estifanos         | Eritrea              | 1:02:10 | Season Best     |
| 10                                  | Kiflom Sium               | Eritrea              | 1:02:12 | Season Best     |
| 11                                  | Belay Assefa              | Etiopía              | 1:02:17 |                 |
| 12                                  | Robert Kajuga             | Ruanda               | 1:02:22 |                 |
| 13                                  | Mulue Andom               | Eritrea              | 1:02:23 |                 |
| 14                                  | Giovani dos Santos        | Brasil               | 1:02:32 |                 |
| 15                                  | Augustus Maiyo            | Estados Unidos       | 1:02:33 | Personal Best   |
| 16                                  | Habtamu Assefa            | Etiopía              | 1:02:35 |                 |
| 17                                  | Luke Puskedra             | Estados Unidos       | 1:02:46 |                 |
| 18                                  | Gladwin Mzazi             | Sudáfrica            | 1:03:46 |                 |
| 19                                  | Nathan Ayeko              | Uganda               | 1:03:54 |                 |
| 20                                  | Jean Damascéne Habarurema | Francia              | 1:03:59 |                 |
| 21                                  | Yuki Kawauchi             | Japón                | 1:04:04 |                 |
| 22                                  | Cyriaque Ndayikengurukiye | Ruanda               | 1:04:05 | Personal Best   |
| 23                                  | Liam Adams                | Australia            | 1:04:08 |                 |
| 24                                  | Harry Summers             | Australia            | 1:04:13 |                 |
| 25                                  | Debesay Tsige             | Eritrea              | 1:04:15 | Personal Best   |
| 26                                  | Solomon Mutai             | Uganda               | 1:04:21 |                 |
| 27                                  | James Kibocha Theuri      | Francia              | 1:04:33 |                 |
| 28                                  | Ian Burrell               | Estados Unidos       | 1:04:37 |                 |
| 29                                  | Tsuyoshi Ugachi           | Japón                | 1:04:49 | Season Best     |
| 30                                  | Alebachew Debas           | Etiopía              | 1:04:52 |                 |
| 31                                  | Benjamin Malaty           | Francia              | 1:05:17 |                 |
| 32                                  | Tilahun Aliyev            | Azerbaiyán           | 1:05:34 | Récord nacional |
| 33                                  | Jaume Leiva               | España               | 1:05:36 |                 |
| 34                                  | Paul Pollock              | Irlanda              | 1:05:38 |                 |
| 35                                  | Naoki Okamoto             | Japón                | 1:05:40 |                 |
| 36                                  | Scott Smith               | Estados Unidos       | 1:05:46 |                 |
| 37                                  | Javier Díaz               | España               | 1:06:06 |                 |
| 38                                  | Jean Marie Uwajeneza      | Ruanda               | 1:06:07 | Personal Best   |
| 39                                  | Andrey Petrov             | Uzbekistán           | 1:06:16 |                 |
| 40                                  | Wissem Hosni              | Túnez                | 1:06:34 | Season Best     |
| 41                                  | Raúl Machacuay            | Perú                 | 1:06:38 | Season Best     |
| 42                                  | Stéphane Lefrand          | Francia              | 1:06:38 |                 |
| 43                                  | Artur Kozłowski           | Polonia              | 1:06:47 | Season Best     |
| 44                                  | Abdi Hakin Ulad           | Dinamarca            | 1:06:53 | Personal Best   |
| 45                                  | Constantino León          | Perú                 | 1:06:58 |                 |
| 46                                  | Djamel Bachiri            | Francia              | 1:07:03 | Season Best     |
| 47                                  | Godiraone Nthompe         | Botsuana             | 1:07:14 | Season Best     |
| 48                                  | Rapula Diphoko            | Botsuana             | 1:07:17 | Season Best     |
| 49                                  | Modike Lucky Mohale       | Sudáfrica            | 1:07:17 |                 |
| 50                                  | Chang Chia-Che            | China Taipéi         | 1:07:21 | Season Best     |
| 51                                  | Clinton Perrett           | Australia            | 1:07:31 |                 |
| 52                                  | Carlos Cordero            | México               | 1:07:42 |                 |
| 53                                  | Sylvain Rukundo           | Ruanda               | 1:07:44 |                 |
| 54                                  | Kristof Shaanika          | Namibia              | 1:07:55 | Personal Best   |
| 55                                  | Óscar Cerón               | México               | 1:07:56 |                 |
| 56                                  | Francisco Caluvi          | Angola               | 1:08:19 |                 |
| 57                                  | Yolo Nikolov              | Bulgaria             | 1:08:32 | Personal Best   |
| 58                                  | Chihiro Miyawaki          | Japón                | 1:08:33 |                 |
| 59                                  | Michael Eaton             | Estados Unidos       | 1:08:52 |                 |
| 60                                  | Daniel Vargas             | México               | 1:08:56 |                 |
| 61                                  | Johan Damkjaer            | Dinamarca            | 1:09:01 |                 |
| 62                                  | Peter Bech                | Dinamarca            | 1:09:13 |                 |
| 63                                  | José Francisco Chaves     | Costa Rica           | 1:09:27 |                 |
| 64                                  | Su Guoxiong               | China                | 1:09:58 | Season Best     |
| 65                                  | Ulrik Heitmann Jensen     | Dinamarca            | 1:09:59 |                 |
| 66                                  | Dimcho Mitsov             | Bulgaria             | 1:11:11 | Season Best     |
| 67                                  | Masato Kihara             | Japón                | 1:11:31 |                 |
| 68                                  | Gi Ka Man                 | Hong Kong            | 1:11:35 |                 |
| 69                                  | Alfonzo Paula Acosta      | República Dominicana | 1:11:44 | Personal Best   |
| 70                                  | Shaban Mustafa            | Bulgaria             | 1:12:02 | Season Best     |
| 71                                  | Boris Simonov             | Armenia              | 1:12:07 | Personal Best   |
| 72                                  | Rui Yong Soh              | Singapur             | 1:12:12 | Personal Best   |
| 73                                  | Ilir Kellezi              | Albania              | 1:13:59 | Season Best     |
| 74                                  | Sangay Wangchuk           | Bután                | 1:15:19 | Récord nacional |
| 75                                  | Franco Forestier          | Uruguay              | 1:15:33 |                 |
| 76                                  | Yordan Petrov             | Bulgaria             | 1:18:47 |                 |
| 77                                  | Nikola Mikulic            | Croacia              | 1:25:50 |                 |
| 78                                  | Weng U Chan               | Macao                | 1:26:03 | Personal Best   |
| —                                   | Gilmar Lopes              | Brasil               | DNF     |                 |
| —                                   | José Marcio da Silva      | Brasil               | DNF     |                 |
| —                                   | Philemon Kimeli Limo      | Kenia                | DNF     |                 |
| —                                   | Raji Assefa               | Etiopía              | DNF     |                 |
| —                                   | Jhon Cusi Huamán          | Perú                 | DNF     |                 |
| —                                   | Aleksandar Kiradjiev      | Macedonia del Norte  | DNF     |                 |
| —                                   | Luis Fernando Paula       | Brasil               | DNF     |                 |
| —                                   | Hristo Stefanov           | Bulgaria             | DNF     |                 |

### Media maratón femenina
Los resultados de la carrera de media maratón femenina fueron los siguientes:
| Rank                                | Nombre                      | País                 | Tiempo  | Notas           |
| ----------------------------------- | --------------------------- | -------------------- | ------- | --------------- |
| Medalla de oro, Juegos Olímpicos    | Meseret Hailu               | Etiopía              | 1:08:55 | Personal Best   |
| Medalla de plata, Juegos Olímpicos  | Feyse Tadese                | Etiopía              | 1:08:56 | Season Best     |
| Medalla de bronce, Juegos Olímpicos | Paskalia Chepkorir Kipkoech | Kenia                | 1:09:04 |                 |
| 4                                   | Lydia Cheromei              | Kenia                | 1:09:13 |                 |
| 5                                   | Emebt Etea                  | Etiopía              | 1:10:01 | Personal Best   |
| 6                                   | Pauline Njeri Kahenya       | Kenia                | 1:10:22 |                 |
| 7                                   | Gemma Steel                 | Reino Unido          | 1:11:09 | Personal Best   |
| 8                                   | Tomomi Tanaka               | Japón                | 1:11:09 |                 |
| 9                                   | Mai Ito                     | Japón                | 1:11:25 |                 |
| 10                                  | Caryl Jones                 | Reino Unido          | 1:11:52 | Personal Best   |
| 11                                  | Sabrina Mockenhaupt         | Alemania             | 1:12:04 | Season Best     |
| 12                                  | Asami Kato                  | Japón                | 1:12:11 |                 |
| 13                                  | Maegan Krifchin             | Estados Unidos       | 1:12:29 |                 |
| 14                                  | Lara Tamsett                | Australia            | 1:12:58 | Season Best     |
| 15                                  | Yoko Miyauchi               | Japón                | 1:13:00 |                 |
| 16                                  | René Kalmer                 | Sudáfrica            | 1:13:16 |                 |
| 17                                  | Derbe Godana                | Etiopía              | 1:13:16 | Personal Best   |
| 18                                  | Adriana Nelson              | Estados Unidos       | 1:13:30 | Season Best     |
| 19                                  | Kayo Sugihara               | Japón                | 1:13:36 |                 |
| 20                                  | Karolina Jarzynska          | Polonia              | 1:13:45 |                 |
| 21                                  | Priscah Jepleting Cherono   | Kenia                | 1:13:55 |                 |
| 22                                  | Susan Partridge             | Reino Unido          | 1:13:55 |                 |
| 23                                  | Azucena Díaz                | España               | 1:14:05 | Season Best     |
| 24                                  | Carmen Oliveras             | Francia              | 1:14:28 | Season Best     |
| 25                                  | Shalane Flanagan            | Estados Unidos       | 1:14:41 |                 |
| 26                                  | Sara Prieto                 | México               | 1:15:03 | Personal Best   |
| 27                                  | Tonya Nero                  | Trinidad y Tobago    | 1:15:13 | Récord nacional |
| 28                                  | Nyakisi Adero               | Uganda               | 1:15:26 | Season Best     |
| 29                                  | Zhang Jingxia               | China                | 1:15:51 | Personal Best   |
| 30                                  | Peninah Jerop Arusei        | Kenia                | 1:15:55 |                 |
| 31                                  | Magali Bernard              | Francia              | 1:16:25 |                 |
| 32                                  | Michelle Frey               | Estados Unidos       | 1:16:55 |                 |
| 33                                  | Alvina Begay                | Estados Unidos       | 1:16:58 |                 |
| 34                                  | Eden Tesfalem               | Eritrea              | 1:17:01 | Season Best     |
| 35                                  | Marisol Romero              | México               | 1:17:17 | Season Best     |
| 36                                  | Sueli Silva                 | Brasil               | 1:17:31 |                 |
| 37                                  | Nolene Conrad               | Sudáfrica            | 1:17:51 |                 |
| 38                                  | Xiao Huimiin                | China                | 1:18:16 | Personal Best   |
| 39                                  | Sirlene de Pinho            | Brasil               | 1:18:30 |                 |
| 40                                  | Lavinia Haitope             | Namibia              | 1:18:36 | Personal Best   |
| 41                                  | Adriana da Luz              | Brasil               | 1:18:44 |                 |
| 42                                  | Amira Ben Amor              | Túnez                | 1:19:01 |                 |
| 43                                  | Selam Abere                 | Etiopía              | 1:19:09 | Personal Best   |
| 44                                  | Maritza Arenas              | México               | 1:19:25 |                 |
| 45                                  | Lene Hjelmsø                | Dinamarca            | 1:19:32 |                 |
| 46                                  | Christine Kalmer            | Sudáfrica            | 1:19:40 |                 |
| 47                                  | Anne Holm Baumeister        | Dinamarca            | 1:20:04 |                 |
| 48                                  | Rozelaine Silva             | Brasil               | 1:20:53 |                 |
| 49                                  | Rocío Cántara               | Perú                 | 1:21:07 |                 |
| 50                                  | Matea Matosevic             | Croacia              | 1:21:33 |                 |
| 51                                  | Anita Krasteva              | Bulgaria             | 1:21:56 | Personal Best   |
| 52                                  | Cristina Alexandra Frumuz   | Rumania              | 1:22:42 |                 |
| 53                                  | Sitora Hamidova             | Uzbekistán           | 1:23:12 |                 |
| 54                                  | Hui QiHui Qi                | Singapur             | 1:23:16 | Récord nacional |
| 55                                  | Silviya Danekova            | Bulgaria             | 1:24:07 |                 |
| 56                                  | Iveta Bonova                | Bulgaria             | 1:25:02 | Personal Best   |
| 57                                  | Chow Chi Ngan               | Hong Kong            | 1:29:02 | Season Best     |
| 58                                  | Cynthia Ruiz                | Perú                 | 1:29:12 |                 |
| 59                                  | Lap Ian Chang               | Macao                | 1:39:55 | Personal Best   |
| —                                   | Andreína De La Rosa         | República Dominicana | DNF     |                 |
| —                                   | Patricia Morceli Bühler     | Suiza                | DNS     |                 |

## Resultados por equipos

### Media maratón masculina
La clasificación final por equipos de la carrera de media maratón masculina fue la siguiente:
| Rank                                | País           | Tiempo                                                         | Equipo  |
| ----------------------------------- | -------------- | -------------------------------------------------------------- | ------- |
| Medalla de oro, Juegos Olímpicos    | Kenia          | John Nzau Mwangangi Pius Maiyo Kirop Stephen Kosgei Kibet      | 3:03:52 |
| Medalla de plata, Juegos Olímpicos  | Eritrea        | Zersenay Tadese Tewelde Estifanos Kiflom Sium                  | 3:04:41 |
| Medalla de bronce, Juegos Olímpicos | Etiopía        | Deressa Chimsa Belay Assefa Habtamu Assefa                     | 3:05:43 |
| 4                                   | Estados Unidos | Augustus Maiyo Luke Puskedra Ian Burrell                       | 3:09:56 |
| 5                                   | Uganda         | Jackson Kiprop Nathan Ayeko Solomon Mutai                      | 3:10:20 |
| 6                                   | Ruanda         | Robert Kajuga Cyriaque Ndayikengurukiye Jean Marie Uwajeneza   | 3:12:34 |
| 7                                   | Sudáfrica      | Stephen Mokoka Gladwin Mzazi Modike Lucky Mohale               | 3:13:09 |
| 8                                   | Francia        | Jean Damascéne Habarurema James Kibocha Theuri Benjamin Malaty | 3:13:49 |
| 9                                   | Japón          | Yuki Kawauchi Tsuyoshi Ugachi Naoki Okamoto                    | 3:14:33 |
| 10                                  | Australia      | Liam Adams Harry Summers Clinton Perrett                       | 3:15:52 |
| 11                                  | México         | Carlos Cordero Oscar Cerón Daniel Vargas                       | 3:24:34 |
| 12                                  | Dinamarca      | Abdi Hakin Ulad Johan Damkjaer Peter Bech                      | 3:25:07 |
| 13                                  | Bulgaria       | Yolo Nikolov Dimcho Mitsov Shaban Mustafa                      | 3:31:45 |

### Media maratón femenina
La clasificación final por equipos de la carrera de media maratón femenina fue la siguiente:
| Rank                                | País           | Equipo                                                           | Tiempo  |
| ----------------------------------- | -------------- | ---------------------------------------------------------------- | ------- |
| Medalla de oro, Juegos Olímpicos    | Etiopía        | Meseret Hailu Feyse Tadese Emebt Etea                            | 3:27:52 |
| Medalla de plata, Juegos Olímpicos  | Kenia          | Paskalia Chepkorir Kipkoech Lydia Cheromei Pauline Njeri Kahenya | 3:28:39 |
| Medalla de bronce, Juegos Olímpicos | Japón          | Tomomi Tanaka Mai Ito Asami Kato                                 | 3:34:45 |
| 4                                   | Reino Unido    | Gemma Steel Caryl Jones Susan Partridge                          | 3:36:56 |
| 5                                   | Estados Unidos | Maegan Krifchin Adriana Nelson Shalane Flanagan                  | 3:40:40 |
| 6                                   | Sudáfrica      | René Kalmer Nolene Conrad Christine Kalmer                       | 3:50:47 |
| 7                                   | México         | Sara Prieto Marisol Romero Maritza Arenas                        | 3:51:45 |
| 8                                   | Brasil         | Sueli Silva Sirlene de Pinho Adriana da Luz                      | 3:54:45 |
| 9                                   | Bulgaria       | Anita Krasteva Silviya Danekova Iveta Bonova                     | 4:11:05 |

## Tabla de medallas
| Rank               | País               | Oro | Plata | Bronce | Total |
| ------------------ | ------------------ | --- | ----- | ------ | ----- |
| 1                  | Etiopía            | 2   | 2     | 1      | 5     |
| 2                  | Kenia              | 1   | 1     | 2      | 4     |
| 3                  | Eritrea            | 1   | 1     | 0      | 2     |
| 4                  | Japón              | 0   | 0     | 1      | 1     |
| Totales (4 países) | Totales (4 países) | 4   | 4     | 4      | 12    |

## Participación
El número de participantes en el campeonato fue de 146 atletas de 41 países. Los representantes de  Suiza no se presentaron.
- Albania
- Alemania
- Angola
- Armenia
- Australia
- Azerbaiyán
- Bután
- Botsuana
- Brasil
- Bulgaria
- China
- República de China
- Costa Rica
- Croacia
- Dinamarca
- Eritrea
- España
- Estados Unidos
- Etiopía
- Francia
- Hong Kong
- Irlanda
- Japón
- Kenia
- Macao
- Macedonia del Norte
- México
- Namibia
- Perú
- Polonia
- República Dominicana
- Rumania
- Ruanda
- Singapur
- Sudáfrica
- Trinidad y Tobago
- Túnez
- Uganda
- Reino Unido
- Uruguay
- Uzbekistán